# CTL Kargo
CTL Kargo Sp. z o.o. – polski przewoźnik kolejowy.
Przedsiębiorstwo powstało w 2001 roku na bazie Zakładu Transportu Kolejowego Zakładów Chemicznych Police, który obsługiwał bocznicę kolejową w Policach. Pierwotnie przedsiębiorstwo nosiło nazwę Kargo Transport Kolejowy Sp. z o.o.. W 2005 roku zostało przejęte przez grupę kapitałową CTL Logistics i zmieniło nazwę na obecnie obowiązującą.
Przedsiębiorstwo specjalizuje się w przewozach materiałów niebezpiecznych dla przemysłu chemicznego. Swoją działalność koncentruje w aglomeracji szczecińskiej. Jest operatorem bocznic kolejowych przy zakładach azotowych w Policach i w porcie morskim w Szczecinie.